# ПП MDG
MGD PM-9 — французский пистолет-пулемет разработанный в конце 40-х и 50-х годов XX века инженером по имени Луи Дебюи (Debuit). Не производится серийно.

## История
В конце 40-х гг. XX века Луи Дебюи, работавший в компании Etablissements Merlin Gerin начал работу над новым пистолетом пулеметом. Он хотел создать оружие компактной и портативной конструкции, которое характеризуется небольшой отдачей. Для достижения этих целей конструктор решил разработать оружие весьма необычной формы и принципа работы. Он применил полусвободный затвор. Использовалась конструкция опытного единого пулемёта, представленного конструктором фирмы Gustloff-Werke Виктором Барнитцке на конкурс одновременно с MG42. Движение затвора при помощи зубчатой рейки и шестерёночного механизма передавалось двум маховикам, раскручивавшимся в обратные стороны, нейтрализуя энергию отдачи (пулемёт не был принят из-за быстрого износа рейки и шестерён).
В пистолете-пулемёте MGD использовалась схожая система, но с одним маховиком и без реечного механизма. В 1954—1955 годах произведено около тысячи MDG в нескольких вариантах с разной длиной ствола и типом приклада (фиксированной длины или складным). Необычным конструкторским решением была также возможность «складывания» ПП наподобие раскладушки, что снижало габариты оружия в небоевых ситуациях и при переноске.
В 1956 году лицензия на MDG была продана немецкой компании Erma Werke, но там было выпущено только несколько ПП этого типа (ERMA PM-9), и компания Erma Werke решила сосредоточиться на производстве более классических, менее дорогих образцов оружия.
Пистолет-пулемет MDG не был принят на вооружении военными ни одной страны.

## ТТХ
- Калибр: 9×19 mm Luger / Parabellum
- Вес: 2,53 кг
- Длина: (приклад сложен/раскрыт) 359 / 659 мм
- Длина ствола: 213 мм
- Темп стрельбы: 750 выстрелов в минуту
- Емкость магазина: 32 патрона
- Эффективная дальность: 100 метров